# Lee Chapman
Lee Chapman (* 5. Dezember 1959 in Lincoln) ist ein ehemaliger englischer Fußballspieler. Als Spieler gewann er 1992 mit Leeds United die englische Meisterschaft. Bereits 1989 hatte er mit Nottingham Forest den englischen Ligapokal gewonnen.

## Spielerkarriere

### Stoke City, Arsenal und Sunderland (1978–1984)
Lee Chapman debütierte im Alter von neunzehn Jahren in der Football League First Division 1979/80 für Stoke City. Zuvor hatte er bereits vier Drittligaspiele auf Leihbasis für Plymouth Argyle bestritten. Im Verlauf der Saison 1980/81 erspielte er sich einen Stammplatz und erzielte fünfzehn Ligatreffer in einundvierzig Spielen. 1981/82 steigerte er seine Torausbeute auf sechzehn Ligatreffer, beendete die Saison mit Stoke jedoch lediglich als Tabellenachtzehnter.
Am 25. August 1982 wechselte der 22-jährige Angreifer für £500.000 zum FC Arsenal, kam dort jedoch in der First Division 1982/83 nicht wie erhofft zum Zuge (19 Ligaspiele/3 Tore). Nachdem er auch im Verlauf der anschließenden Spielzeit nur selten zum Einsatz gekommen war, wechselte er am 29. Dezember 1983 zum AFC Sunderland. Bis zum Ende der Saison 1983/84 erzielte er in fünfzehn Ligaspielen für den Erstligisten drei Tore.

### Sheffield Wednesday und Chamois Niort (1984–1988)
Am 24. August 1984 verpflichtete Sheffield Wednesday den zuletzt nicht mehr treffsicheren Stürmer für £100.000 Ablöse. 1984/85 fand Chapman (40 Spiele/14 Tore) zu seiner alten Stärke zurück und beendete die Saison mit seinem neuen Verein als Tabellenachter. Auch in den folgenden drei Spielzeiten traf der Angreifer jeweils zweistellig, wobei er besonders 1986/87 (19 Ligatreffer) und 1987/88 (20 Ligatreffer) zu den besten Torschützen der Liga zählte.
Nach diesen zwei ausgezeichneten Spielzeiten und dem Abschied seines Trainers Howard Wilkinson zu Leeds United, wechselte er am 1. Juni 1988 zum französischen Zweitligisten Chamois Niort. Nach nur zehn Spielen (drei Tore) kehrte er jedoch bereits im Oktober 1988 nach England zurück.

### Nottingham Forest und Leeds United (1988–1993)
Am 17. Oktober 1988 verpflichtete ihn für £350.000 Ablöse der englische Erstligist Nottingham Forest. Mit der von Brian Clough trainierten Mannschaft beendete Chapman (30 Spiele/8 Tore) die Saison 1988/89 als Dritter und scheiterte erst im Halbfinale des FA Cup 1988/89 im Wiederholungsspiel am FC Liverpool. Die erste Halbfinalpartie war aufgrund der Hillsborough-Katastrophe abgebrochen worden. Bereits am 9. April 1989 hatte sich Forest mit Lee Chapman den Titel im Ligapokalfinale 1989 gesichert (3:1 gegen Luton Town). Zudem gewann der Verein auch dank zwei Treffern von Lee Chapman durch ein 4:3 n. V. über den FC Everton den Full Members Cup. Nach sieben Treffern in achtzehn Ligaspielen, wechselte er zu Beginn der Rückrunde am 11. Januar 1990 zu Leeds United.
Leeds wurde seit 1988 von Howard Wilkinson trainiert, der zwischen 1984 und 1988 Chapmans Trainer bei Sheffield Wednesday gewesen war. Mit zwölf Treffern in einundzwanzig Ligaspielen trug er seinen Teil zum Gewinn der Zweitligameisterschaft bei. Auch in der Football League First Division 1990/91 konnte er seine Treffsicherheit konservieren und erzielte mit einundzwanzig Ligatreffern nur ein Tor weniger als der Torschützenkönig Alan Smith vom Meister FC Arsenal. Leeds steigerte den vierten Platz der Aufstiegsspielzeit in der First Division 1991/92 mit dem Gewinn der ersten Meisterschaft seit 1974. Chapman erzielte sechzehn Tore und war damit erneut bester Torschütze seiner Mannschaft. Nach vierzehn Treffern in der ersten Premier League (Leeds wurde lediglich Siebzehnter), wechselte der 33-jährige Angreifer am 11. August 1993 zum Zweitligisten FC Portsmouth.

### Weitere Stationen (1993–1996)
Bereits einen Monat später unterschrieb er beim Erstligaaufsteiger West Ham United und traf in dreißig Spielen sieben Mal. Nach weiteren Stationen bei Southend United, Ipswich Town, Leeds United, Swansea City und dem norwegischen Erstligisten Strømsgodset IF beendete er 1996 seine Spielerkarriere.

## Titel und Erfolge
- Ligapokalsieger: 1989 (3:1 gegen Luton Town)
- Full-Members-Cup-Sieger: 1989 (4:3 n. V. gegen den FC Everton)
- Englischer Meister: 1992